# سیارک ۷۷۵۰
سیارک ۷۷۵۰ (به انگلیسی: 7750 McEwen، نامگذاری:1988QD1) هفت هزار و هفتصد و پنجاهمین سیارک کشف شده‌است که در ۱۸ اوت ۱۹۸۸ کشف شد.
قدر مطلق سیارک برابر ۱۲٫۶۰ است.